# Peperomia nigricans
Peperomia nigricans är en pepparväxtart som beskrevs av William Trelease. Peperomia nigricans ingår i släktet peperomior, och familjen pepparväxter. Inga underarter finns listade i Catalogue of Life.